# Liège-Bastogne-Liège féminin
Liège-Bastogne-Liège féminin  est une course cycliste féminine qui se tient en Belgique depuis 2017. Elle fait partie de l'UCI World Tour féminin. Cette course est organisée comme son homologue masculin par Amaury Sport Organisation.
Les coureuses prennent le départ à Bastogne puis parcourent en principe le même itinéraire que les hommes jusqu'à Liège.

## Palmarès
| Année | Vainqueur                    | Deuxième             | Troisième            |
| ----- | ---------------------------- | -------------------- | -------------------- |
| 2017  | Anna van der Breggen         | Lizzie Deignan       | Katarzyna Niewiadoma |
| 2018  | Anna van der Breggen         | Amanda Spratt        | Annemiek van Vleuten |
| 2019  | Annemiek van Vleuten         | Floortje Mackaij     | Demi Vollering       |
| 2020  | Lizzie Deignan               | Grace Brown          | Ellen van Dijk       |
| 2021  | Demi Vollering               | Annemiek van Vleuten | Elisa Longo Borghini |
| 2022  | Annemiek van Vleuten         | Grace Brown          | Demi Vollering       |
| 2023  | Demi Vollering               | Elisa Longo Borghini | Marlen Reusser       |
| 2024  | Grace Brown                  | Elisa Longo Borghini | Demi Vollering       |
| 2025  | Kimberley Le Court de Billot | Puck Pieterse        | Demi Vollering       |